# Kourinion (département)
Cet article concerne le département et la commune rurale. Pour le village chef-lieu, voir Kourinion.

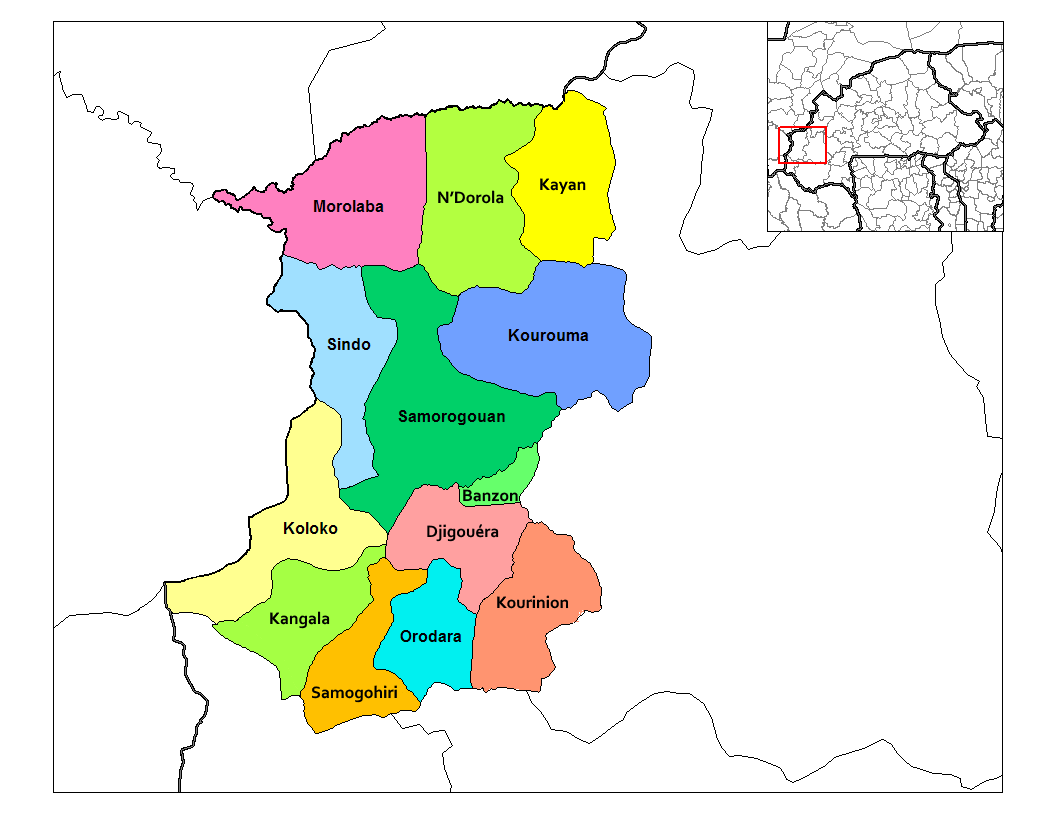
Localisation de la province de Kénédougou

Kourinion ou Kourignon est un département et une commune rurale de la province du Kénédougou, situé dans la région des Hauts-Bassins au Burkina Faso.
En 2006, le dernier recensement comptabilise 18 858 habitants

## Villages
Le département se compose d'un chef-lieu:
- Kourinion

et de 11 villages:
- Banfoulagoué
- Dan
- Guéna
- Mina
- N’Bié
- Pindié-Badara
- Sian
- Sidi
- Sipigui
- Toussiamasso
- Toussian-Bandougou